# Mleczaj wełnianka

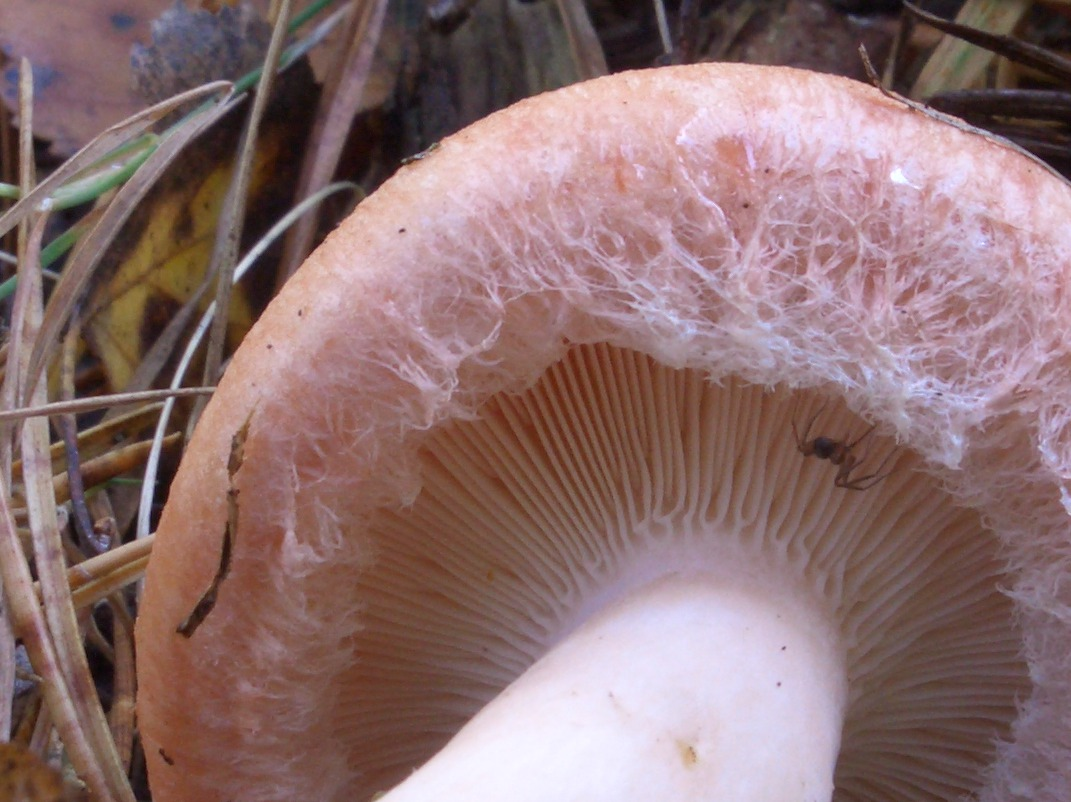
Hymenofor owocnika

Mleczaj wełnianka (Lactarius torminosus (Schaeff.) Gray) – gatunek grzybów należący do rodziny gołąbkowatych (Russulaceae).

## Systematyka i nazewnictwo
Pozycja w klasyfikacji według Index Fungorum: Lactarius, Russulaceae, Russulales, Incertae sedis, Agaricomycetes, Agaricomycotina, Basidiomycota, Fungi.
Takson ten został zdiagnozowany taksonomicznie po raz pierwszy przez Jacoba Schaeffera (jako Agaricus torminosus) w 1774 r. Do rodzaju Lactarius został przeniesiony przez Samuela Graya w „A Natural Arrangement of British Plants” z 1821 r. Niektóre synonimy naukowe:
- Agaricus torminosus Schaeff. 1774
- Galorrheus torminosus (Schaeff.) P. Kumm. 1871
- Lactaria torminosa (Schaeff.) Pers. 1797
- Lactarius torminosus var. sublateritius Kühner & Romagn. 1954
- Lactifluus torminosus (Schaeff.) Kuntze 1891

Nazwę polską podał Franciszek Błoński w 1888 r. W polskim piśmiennictwie mykologicznym gatunek ten opisywany był też pod nazwami: bedłka wełniana, bawełnianka, bawełnica, bedłka rydzowa, jelonek, rydz koński, rydz kosmaty, wełnianka, mleczaj wełniasty. Niektóre nazwy regionalne: rydz fałszywy, rydz koński, rydz kosmaty, rydz dziki, rydz psi, nibyrydzyk, bawełnianka, wełniak, kosmal, kudłatka, włosianka.

## Morfologia
Kapelusz
Średnicy 4–10 (do 15) cm, z centralnym wgłębieniem, pokryty filcowatą skórką, która podczas dużej wilgotności powietrza staje się nieco lepka. Brzeg kapelusza jest przeważnie podwinięty, pokryty zwisającymi z niego wełnistymi kosmkami. Kolor kapelusza cielistoróżowy, brązowoczerwony, w starszych okazach płowieje do pomarańczowoochrowego.
Hymenofor
Blaszkowy, blaszki barwy jasnokremowej lub białe, o gładkich ostrzach, gęsto rozstawione (ze śródblaszkami), nieco zbiegające na trzon.
Trzon
Cylindryczny, o długości 4–8 cm i średnicy ok. 1,2 cm, barwy jasnoróżowej, ochroworóżowej lub biały, u młodych owocników pełny, potem pusty w środku.
Miąższ
Zbudowany z kulistawych komórek, które powodują jego specyficzną kruchość i nieregularny przełam. Biały, twardy, o owocowej lub terpentynowej woni i ostrym, piekącym smaku. Pod działaniem FeSo4 staje się szarożółtawy.
Mleczko
Początkowo wypływa obficie. Jest białe i nie zmienia barwy na powietrzu, Silnie piecze na języku i w gardle.
Cechy mikroskopowe
Wysyp zarodników kremowy. Zarodniki szeroko rlipsoidalne o rozmiarach 7–9 (10) × 6–7 μm. Na powierzchni posiadają niskie, ale wyraźne brodawki połączone niepełną siateczką. Podstawki mają rozmiar 40–48 × 7–9 μm. Wąskowrzecionowate pleurocystydy mają rozmiar 30–80 × 6–8 μm, cheilocystydy są mniejsze i dość liczne. Skórka zewnętrzna w kapeluszu zbudowana jest z wąskich strzępek o nieco śluzowaciejących ścianach.
Gatunki podobne
Jest bardzo podobny do jadalnego rydza (Lactarius deliciosus), jednak owłosienie i piekący smak łatwo pozwalają go od niego odróżnić. Podobne, wełniste owłosienie i piekący smak ma mleczaj piekący (Lactifluus bertillonii ), jednak jest od mleczaja wełnianki znacznie jaśniejszy. Podobny i również mający ostry smak jest też mleczaj najostrzejszy (Lactarius acerrimus), ale ma on blaszki widelcowato połączone, a po uszkodzeniu przebarwia się na brązowo.

## Występowanie i siedlisko
Jest rozprzestrzeniony na całej półkuli północnej w strefie klimatu umiarkowanego. Występuje także w Australii. W Polsce jest pospolity.
Rośnie w lasach i parkach w obecności brzóz, z którymi tworzy mykoryzę. Można go spotkać na piaszczystych lub gliniastych, kwaśnych glebach, zazwyczaj w towarzystwie mchów. W Polsce wytwarza owocniki od lipca do listopada.

## Znaczenie
W większości krajów Europy uważany jest za grzyb trujący. W stanie surowym zawiera on substancje, które mogą powodować nudności, wymioty lub biegunkę. Po dłuższym gotowaniu i odlaniu wody traci własności trujące, jednak nadal nie nadaje się do spożycia, gdyż jego ostry smak przechodzi w gorycz. W niektórych krajach Europy Północnej i Wschodniej grzyby te po przegotowaniu i odlaniu wody kisi się w beczkach, podobnie jak kapustę. Takie przygotowanie pozbawia je ostrego smaku i nadają się do spożycia, w krajach skandynawskich są nawet uważane za bardzo smaczne. Opracowana dla FAO lista podaje, że mleczaj wełnianka jest uważany za grzyb jadalny w Bułgarii, na Białorusi, Ukrainie i w Rosji.
Jest czasami atakowany przez pasożytniczego grzyba Hypomyces lateritius.